# Hieracium candelabrae
Hieracium candelabrae là một loài thực vật có hoa trong họ Cúc. Loài này được Linton, mô tả khoa học đầu tiên năm 1905.